# L'honneur commande
Pour plus de détails, voir Fiche technique et Distribution.
L'honneur commande (Freedom of the Press) est un film américain réalisé par George Melford, sorti en 1928.

## Synopsis
Alors que le propriétaire d'un journal est assassiné, son fils reprend sa croisade contre les politiciens corrompus et les associations de criminels.

## Fiche technique
- Titre original : Freedom of the Press
- Réalisation : George Melford
- Scénario : J. Grubb Alexander, Curtis Benton, J.G. Hawks d'après une histoire de Peter B. Kyne
- Producteur : Carl Laemmle
- Intertitres : Walter Anthony
- Photographie : Ben F. Reynolds
- Montage : George McGuire
- Production : Universal Pictures
- Durée : 7 bobines[1]
- Date de sortie :
  - États-Unis : 28 octobre 1928

## Distribution
- Lewis Stone : Daniel Steele
- Marceline Day : June Westcott
- Malcolm McGregor : Bill Ballard

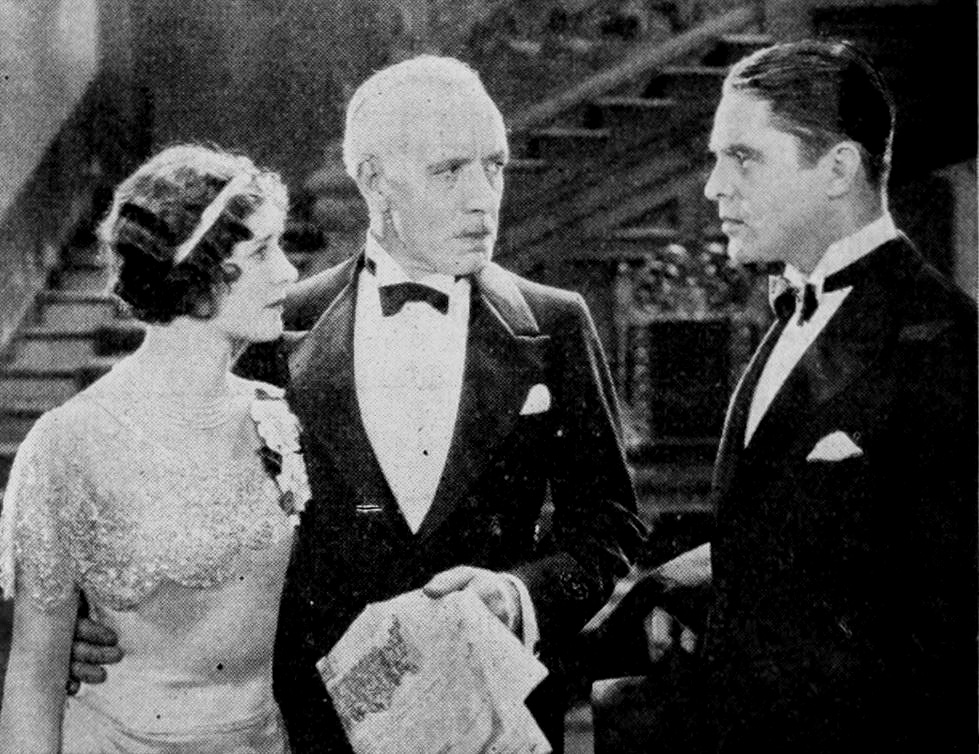
Marceline Day, Lewis Stone et Malcolm McGregor dans une scène du film.

- Henry B. Walthall : John Ballard
- Robert Emmett O'Connor : Boss Maloney
- Tom Ricketts : Wicks
- Hayden Stevenson : Callahan
- Robert Ellis : Cyrus Hazlett
- Boris Baronoff : Criminal
- Morgan Thorpe : Organiste
- Evelyn Selbie : mère italienne
- Bernard Siegel : père italien
- Wilson Benge : Butler

## Production
Le sujet de l'histoire de Peter B. Kyne est inspiré du meurtre de Don Mellett, un directeur de journal qui combattait la corruption à Canton (Ohio).